# 500 lire "Anno Europeo della Musica"

## Dati tecnici
Al Dritto è raffigurata un'allegoria della Musica volta a sinistra, le cui chiome vanno a formare una lira e si intrecciano disegnando una chiave di violino; sullo sfondo è rappresentato un pentagramma. In giro è scritto "REPUBBLICA ITALIANA" mentre la firma dell'autrice MARIA CARMELA COLANERI è posta a sinistra sotto l'allegoria.
Al rovescio è rappresentato un organo a canne sotto cui, in un cartiglio, è indicata la data. La lettera R è subito sotto di esso a sinistra; l'indicazione del valore è in basso lungo il bordo mentre in giro è scritto "ANNO EVROPEO DELLA MVSICA".
Nel contorno: "REPVBBLICA ITALIANA" in rilievo.
Il diametro è di 29 mm, il peso: 11 g e il titolo è di 835/1000.
La tiratura è di 95.535 esemplari.
La moneta è presentata in cofanetto nella sola versione fior di conio